# Membrii organizației Orchestra Roșie
Aceasta este o listă a membrilor organizației Orchestra Roșie.
- Adam Kuckhoff
- Adolf Grimme
- Alexander Foote
- Alfred Corbin
- Arvid Harnack
- Beppo Römer
- Cato Bontjes van Beek
- Claire Legrand
- David Kamy
- Elisabeth Schumacher
- Erika von Brockdorff
- Eva-Maria Buch
- Fernand Pauriol
- Fritz Lange
- Georgie de Winter
- Greta Kuckhoff
- Hans Coppi
- Harro Schulze-Boysen
- Heinrich Scheel
- Helmut Roloff
- Hermann Izbutski
- Hersch Sokol
- Hilde Coppi
- Hillel Katz
- Isidore Springer
- Jeanne Pesant
- Johann Wenzel
- Jules Jaspar
- Konstantin Yefremov
- Léo Grossvogel
- Leopold Trepper
- Liane Berkowitz
- Libertas Schulze-Boysen
- Maria Terwiel
- Mikhail Makarov
- Mildred Harnack
- Mira Sokol
- Rainer Küchenmeister
- Rita Arnould
- Rudolf von Scheliha
- Sarah Goldberg
- Sophie Poznanska
- Suzanne Spaak
- Vera Ackermann
- Walter Husemann
- Walter Küchenmeister
- Werner Krauss
- Wilhelm Guddorf
- Willy Lehmann